# 旗国

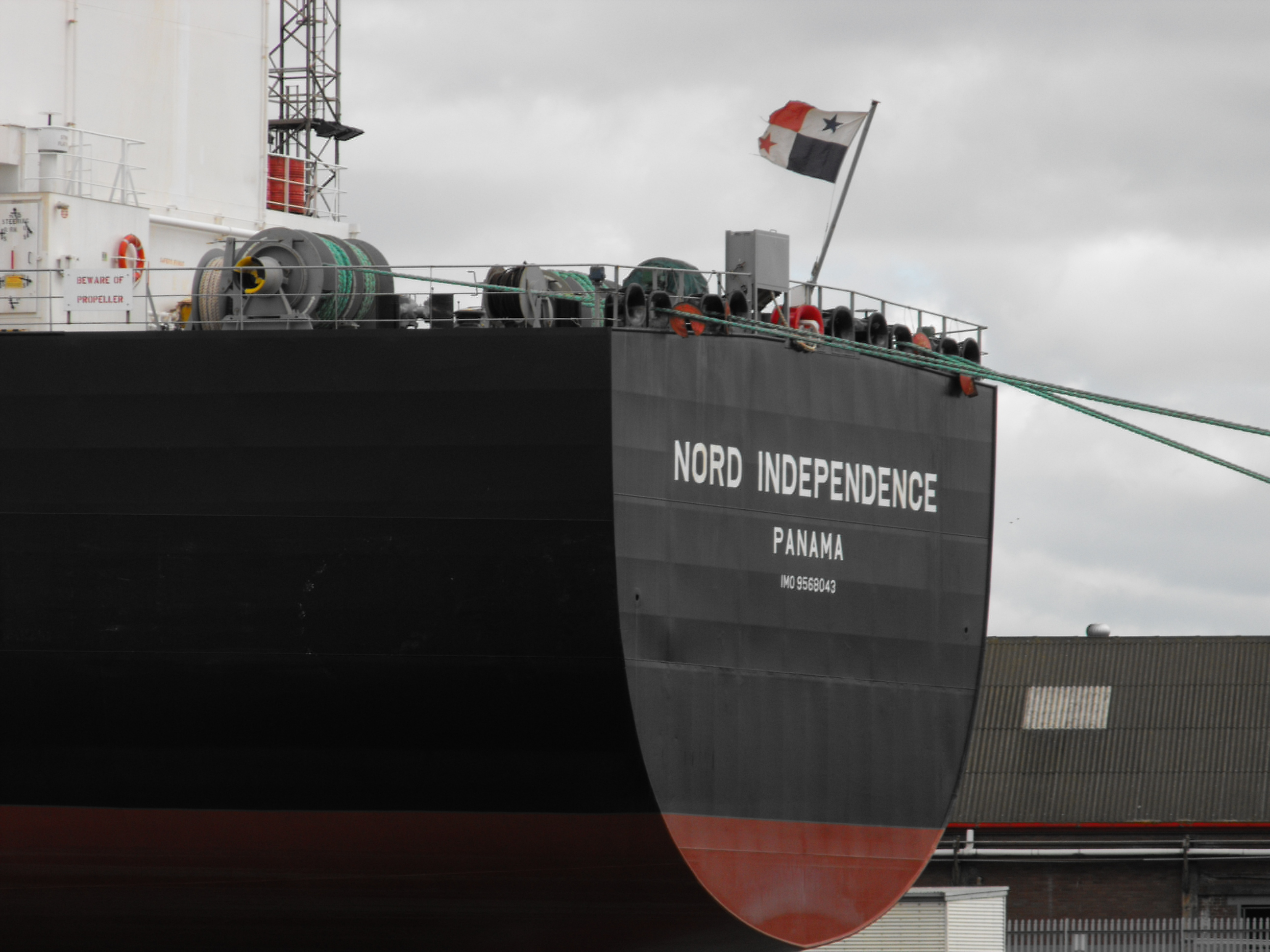
旗国（船籍国）のパナマを示すコンテナ船ノード・インディペンデンス号の船尾

旗国（きこく、英: flag state）とは、ある船舶が登録または免許を受けている準拠法の法域、すなわちその船舶が船籍を置く国家のこと。

## 概要
旗国は、自国の管轄下にある船舶に対して、検査や認証、安全および汚染防止書類の発行などに関する法令を遵守させる権限と責任を負う。
すべての商船は船籍を登録することが義務付けられており、同時に複数の船籍を置くことはできないが、旗国を変更することは可能である。なお、すべて船舶はその旗国の法律の下で運航されるため、ある船舶が海難事故に巻き込まれるなどして海事裁判となった場合、当該船舶の旗国の法律が適用される。
1921年の旗国宣言（英語版）以降、内陸国を含む全ての国が旗国となる権利を有することが認められている。また1982年頃からは、一部の旗国、特に船級協会にその任務を委託している便宜置籍国の調査・認証体制が不十分であったため、多くの国が自国に入港する外国籍船舶のポートステートコントロールを実施している。
便宜置籍とは、船主の国籍のある国とは異なる第三国に船籍を置き、その第三国の商船旗を掲げる、という商慣習のことをいう。これは、運航コストの削減や、その船の事実上の所有者の国の規制や検査・監視を避けるためのものである。通常、船舶が船籍を置く国（旗国）によって、課税地は決定される。
便宜置籍の影響から、2010年1月時点でパナマが世界最大の旗国であり、世界の4分の1近くの船舶が同国に船籍を置いていた（外航トン数ベース）。一方で、米国や英国のそれは1％ほどしかなかった。

## 参考資料
- Mansell, J.N.K. (2009): Flag State Responsibility: Historical Development and Contemporary Issues, Springer.
- Jesper Jarl Fanø (2019). Enforcing International Maritime Legislation on Air Pollution through UNCLOS. Hart Publishing.